# Федченко, Феодосий Михайлович
Феодосий Михайлович Федченко (16 апреля 1911, Боровица — 14 октября 1989, Менделеево) — советский учёный-физик, механик, конструктор и изобретатель. Известен как изобретатель электромеханических часов с изохронным маятником.

## Биография
Родился 16 апреля 1911 года в селе Боровица Киевской губернии Российской империи (ныне в Чигиринском районе Черкасской области) в семье крестьянина. Окончив семилетнюю сельскую школу и сельскохозяйственный техникум, работал учителем начальных классов. В 1930 году поступил на физико-математический факультет Криворожского педагогического института, который окончил в 1934 году. С 1934 по 1940 год преподавал физику и математику в селе Медведовка Киевской области.
С 1941 по 1945 год, во время Великой Отечественной войны, служил в танковой части механиком по точным приборам. Прошёл в составе 6-й танковой армии Румынию, Венгрию, Чехословакию, Китай.
В 1946 году, после демобилизации, был направлен на работу в Харьковский государственный институт мер и измерительных приборов на должность научного сотрудника электрофизической лаборатории. В 1949 году переведён инженером в лабораторию времени. В 1957 году переведён во Всесоюзный научно-исследовательский институт физико-технических и радиотехнических измерений (ВНИИФТРИ), расположенный в подмосковном посёлке Менделеево. В 1966 году решением Совета Всероссийского научно-исследовательского института метрологии имени Д. И. Менделеева изобретателю была присуждена учёная степень кандидата технических наук.

## Научная деятельность
С 1949 года работал над темой «Изыскание возможности увеличения точности хода часов со свободным маятником типа „Шорт“». В процессе работы, решая задачу, которой занимался ещё Христиан Гюйгенс, создал изохронный пружинный подвес для часового маятника (а. с. № 100 085).
В 1959 году Ф. М. Федченко получил удостоверение о регистрации нового типа маятниковых астрономических часов за № 13 201.
22 ноября 1962 года впервые в официальных документах появилось название АЧФ-3.
В удостоверении о регистрации № 32 770 была отмечена работа под названием «Исследование раздельного влияния на ход часов АЧФ-3 изохронизирующего подвеса и импульсного механизма».

### Изобретения
Электромеханические часы с изохронным маятником:
- АЧФ-1
- АЧФ-2
- АЧФ-3

Авторские свидетельства и иностранные патенты:
- № SU 89663 A1. Федченко Ф. М. Подшипник часового типа. Описание изобретения к авторскому свидетельству СССР. Заявка № 432666 от 05.08.1950, опубликовано в 1959 г.?
- № SU 100085 A1. Федченко Ф. М. Пружинный подвес часового маятника. Описание изобретения к авторскому свидетельству СССР. Заявка № 47/378/449381 от 02.06.1953, опубликовано в 1955 г.?
- № SU 104293 A1. Федченко Ф. М. Астрономические электромеханические часы. Описание изобретения к авторскому свидетельству СССР. Заявка № 29/504/453297 от 16.12.1954, опубликовано в 1956—1957 г.?
- № SU 367406 A1. Федченко Ф. М. Симметричный анкерный привод. Описание изобретения к авторскому свидетельству СССР. Заявка № 1231493/18-10 от 04.03.1968, опубликовано 23.01.1973.
  - Патент США № 3 685 277 от 22 августа 1972. Escapement drive for counting mechanisms. Описание патента на сайте Ведомства по патентам и товарным знакам США.
  - Патент Великобритании № 1271908 (A) от 1972-04-26 — A drive mechanism for a counting mechanism. Автор: Fedchenko Feodosy Mikhailovich. Библиографические данные.
  - Патент Швейцарии № 538728 (A) от 1973-03-15 — Antriebsvorrichtung für Zeitmessgeräte. Автор: Feodosy Mikhailovich Fedchenko. Библиографические данные, оригинальный документ.
- № SU 492756 A1. Колосницын Н. И., Налепин В. Ф., Попов В. Ф.,Федченко Ф. М. Устройство регистрации прохождения механического осциллятора через положение равновесия. Описание изобретения к авторскому свидетельству СССР. Заявка № 1935049/18-10 от 21.06.1973, опубликовано 25.11.1975.
- № SU 610055 A1. Федченко Ф. М. Преобразователь движения для балансовых приборов времени. Описание изобретения к авторскому свидетельству СССР. Заявка № 2401043/18-10 от 06.09.1976, опубликовано 05.06.1978.

### Труды
- Федченко Ф. М. Новые маятниковые астрономические часы АЧФ-3: брошюра. — М., 1965. — С. 32.

## Награды
- Медаль «За победу над Германией»
- Медаль «За победу над Японией»
- Медаль «За взятие Будапешта»
- Медаль «За взятие Вены»
- Медаль «За освобождение Праги»
- Золотая медаль ВДНХ (1962, 1965)
- Серебряная медаль ВДНХ (1976)
- Орден «Знак Почёта» (1967)
- Нагрудный знак «За заслуги в стандартизации» (1966, 1971)